# Али, Рамла
Рамла Али (англ. Ramla Ali); Могадишо, Сомали) — сомалийская и британская боксёрша.
Победитель (2016) и бронзовый призёр (2017) чемпионата Англии среди любителей..

## Биография
Родилась в Могадишо, Сомали в начале 1990-х годов (свой точный возраст Али не знает). Её семья сбежала в Великобританию, когда Рамле было два года из-за войны в Сомали. В Британии семье присвоили статус беженцев.
Начала заниматься боксом в 7-м классе, чтобы бороться с лишним весом. Некоторое время скрывала это от родителей, так как им не нравилось подобное увлечение дочери.

## Любительская карьера

### Чемпионат Англии 2016
Выступала в легчайшей весовой категории (до 54 кг). В четвертьфинале победила Джейд Пирс. В полуфинале победила Ким Шеннон. В финале победила Рейчел Маккензи.

### Чемпионат Европы 2016
Представляла Англию. Выступала в легчайшей весовой категории (до 54 кг). В 1/8 финала проиграла норвежке Мариель Хансен.

### Чемпионат Англии 2017
Выступала в легчайшей весовой категории (до 54 кг). В полуфинале проиграла Эмме Долан.

### Чемпионат мира 2018
Представляла Сомали. Выступала в полулёгкой весовой категории (до 57 кг). В 1/32 финала проиграла марокканке Доаа Туджани. Стала первым спортсменом из Сомали, выступившим на чемпионатах мира по боксу.

### Африканские игры 2019
Представляла Сомали. Выступала в полулёгкой весовой категории (до 57 кг). Проиграла ивуарийке Марселе Сакоби Матшу.

### Олимпийские игры 2020
Представляла Сомали. Выступала в полулёгкой весовой категории (до 57 кг). В 1/16 финала проиграла румынке Марии Нечите.

## Профессиональная карьера
31 октября 2020 года дебютировала на профессиональном ринге. Одержала победу по очкам.

### Чемпионский бой с Ямилет Меркадо
29 июня 2024 года встретилась с чемпионкой мира во 2-м легчайшем весе по версии WBC мексиканкой Ямилет Меркадо. Проиграла по очкам.
В марте 2025 года подписала контракт с промоутерской компанией Джейка Пола «Most Valuable Promotions».

## Статистика боёв
В таблице перечислены результаты всех поединков боксёров.
В каждой строке указан результат поединка. Дополнительно номер поединка обозначен цветом, который обозначает итог поединка. Расшифровка обозначений и цветов представлена в нижеследующей таблице.
| Пример | Расшифровка                     |
| ------ | ------------------------------- |
|        | Победа                          |
|        | Ничья                           |
|        | Поражение                       |
|        | Планируемый поединок            |
|        | Поединок признан несостоявшимся |
| КО     | Нокаут                          |
| ТКО    | Технический нокаут              |
| PTS    | Решение судей (по очкам)        |
| UD     | Единогласное решение судей      |
| MD     | Решение большинства судей       |
| SD     | Раздельное решение судей        |
| RTD    | Отказ от продолжения боя        |
| DQ     | Дисквалификация                 |
| NC     | Поединок признан несостоявшимся |

| Бой | Дата            | Соперник                          | Место проведения                                         | Результат | Примечание |
| --- | --------------- | --------------------------------- | -------------------------------------------------------- | --------- | --- |
| 12  | 11 июля 2025    | Лила Фуртаду (11-2)               | Мэдисон-сквер-гарден, Нью-Йорк, штат Нью-Йорк, США       | UD8 (8)   | Счёт: 78-74 и 77-75 (дважды).                                                                                    |
| 11  | 29 июня 2024    | Ямилет Меркадо (23-3)             | Футпринт-центр, Финикс, Аризона, США                     | UD10 (10) | Чемпионка мира во 2-м легчайшем весе по версии WBC (7-я защита Меркадо). Счёт: 93-98, 93-97, 92-98.              |
| 10  | 4 ноября 2023   | Хулисса Алехандра Гусман (13-2-2) | Casino de Monte Carlo Salle Medecin, Монте-Карло, Монако | UD10 (10) | Счёт: 96-94 (все).                                                                                               |
| 9   | 17 июня 2023    | Хулисса Алехандра Гусман (12-2-2) | Смути-кинг-центр, Новый Орлеан, Луизиана, США            | KO8 (10)  | Потеряла титул IBF Inter-Continental во 2-м легчайшем весе (1-я защита Али). Али в нокдауне в 5-м и 8-м раундах. |
| 8   | 4 февраля 2023  | Эврил Мати (8-0-1)                | Мэдисон-сквер-гарден, Нью-Йорк, штат Нью-Йорк, США       | UD10 (10) | Завоевала вакантный титул IBF Inter-Continental во 2-м легчайшем весе. Счёт: 99-91 (все).                        |
| 7   | 20 августа 2022 | Кристал Гарсия Нова (10-2)        | Король Абдалла Спортс Сити, Джидда, Саудовская Аравия    | KO1 (8)   | |
| 6   | 9 июля 2022     | Агустина Рохас (6-1)              | O2 Арена, Лондон, Англия, Великобритания                 | PTS8 (8)  | Счёт: 80-72. |
| 5   | 19 марта 2022   | Шелли Барнетт (5-6-2)             | Galen Center, Лос-Анджелес, Калифорния, США              | KO2 (8)   | Барнетт два раза в нокдауне в 1-м раунде.                                                                        |
| 4   | 27 ноября 2021  | Исела Вера (1-0)                  | Мэдисон-сквер-гарден, Нью-Йорк, штат Нью-Йорк, США       | UD4 (4)   | Счёт: 40-36 (все).                                                                                               |
| 3   | 29 мая 2021     | Микайла Небель (4-8)              | Michelob Ultra Arena, Парадайс, Невада, США              | UD6 (6)   | Счёт: 60-54 (все).                                                                                               |
| 2   | 20 марта 2021   | Бэк Коннолли (3-8)                | Уэмбли Арена, Лондон, Англия, Великобритания             | PTS6 (6)  | Счёт: 60-55. |
| 1   | 31 октября 2020 | Ева Хубмайер (1-0)                | Уэмбли Арена, Лондон, Англия, Великобритания             | PTS6 (6)  | Счёт: 60-54. |
| Бой | Дата            | Соперник                          | Место проведения                                         | Результат | Примечание |

## Титулы и достижения

### Любительские
- 2016  Чемпионка Англии в легчайшем весе (до 54 кг).
- 2017  Бронзовый призёр чемпионата Англии в легчайшем весе (до 54 кг).

### Профессиональные
- Титул IBF Inter-Continental во 2-м легчайшем весе (2023).

## Личная жизнь
Является мусульманкой.
В 2016 году вышла замуж. Муж, Ричард Мур, является её тренером по боксу.